# Deber antes que vida

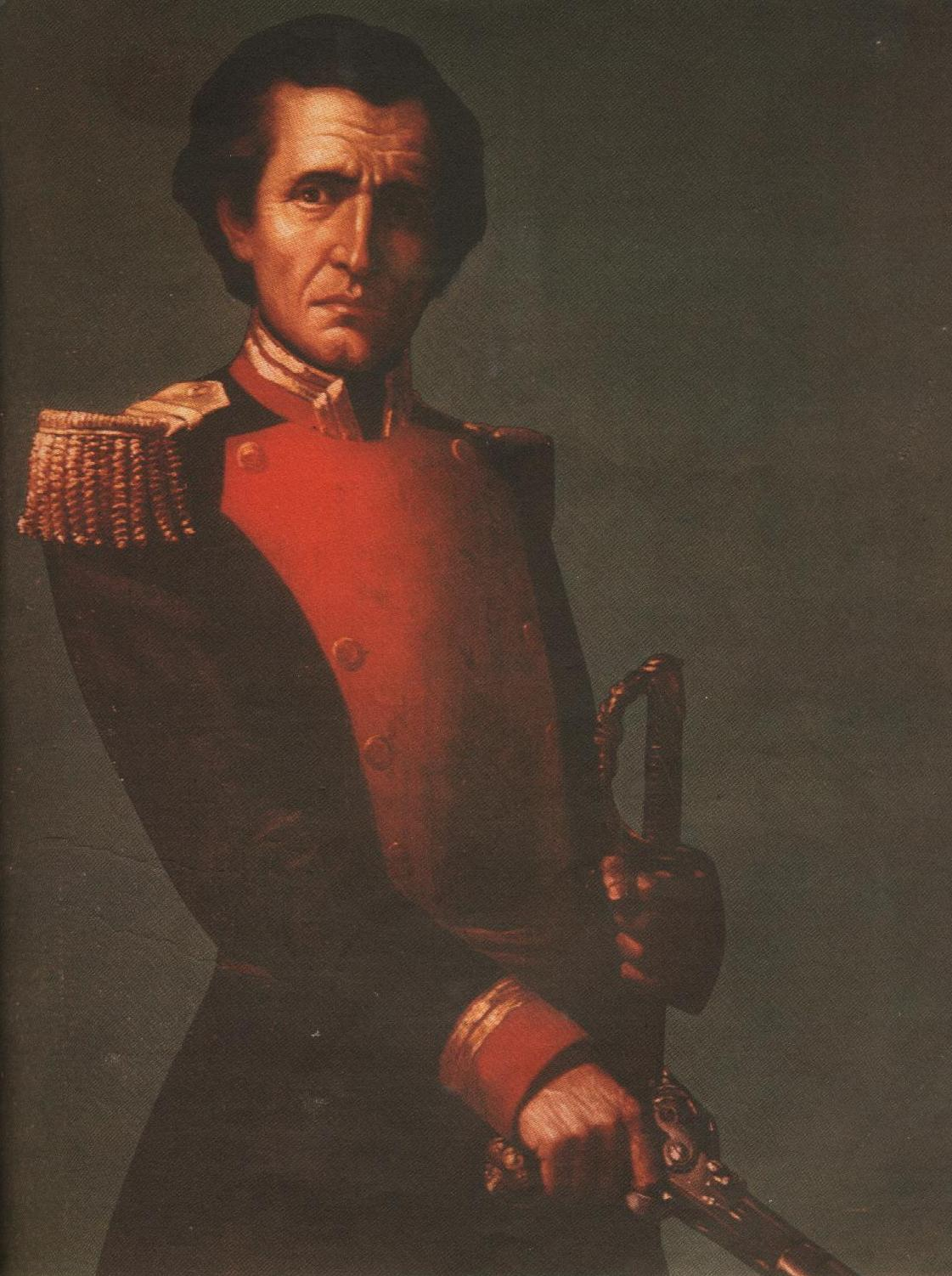
Antonio Ricaurte.

Deber Antes Que Vida, lema de la Artillería Colombiana, en honor a Antonio Ricaurte y su heroica hazaña en la Batalla de San Mateo cuando, al ver la necesidad de ataque de los armados colombianos contra los realistas españoles, se encerró en un alojamiento contenido de pólvora y se incineró junto a los explosivos para acabar con las tropas españolas, que en gran número rodeaban la edificación.
En alusión a este actuar del libertador colombiano, el Ejército Nacional de Colombia instituyó la Escuela de Artillería, subdivisión que tomara por lema las últimas palabras de Ricaurte grabadas en una loza antes de su valentio; y posteriormente en 1887 el presidente de Colombia Rafael Nuñez incluyó en la XI estrofa del Himno de Colombia el actuar del libertador colombiano.